# كاتدرائية القديس يوسف (أبو ظبي)
كاتدرائية القديس يوسف الكاثوليكية هي كنيسة تقع في إمارة أبوظبي في الإمارات المتحدة العربية، وقد بنيت الكنيسة في عام 1962 في كورنيش موجود على قطعة أرض تبرع بها الشيخ شخبوط حاكم إمارة أبوظبي آنذاك.
في العام 1974، انتقلت النيابة الرسولية التي كانت في عدن إلى أبو ظبي. وهكذا أصبحت الكنيسة المحلية كاتدرائية الأسقف المحلي.
تُمارَس القداسات بلغات شتى، على رأسها الإنجليزية كما تُمارس بالعربية، والتغالوغ، المالايالامية، والسنهالية، والأردية، والكونكانية، والتاميلية، والفرنسية.